# Новостанівка
Новоста́нівка — село в Україні, у Смолінській селищній громаді Новоукраїнського району Кіровоградської області. Населення становить 75 осіб. Орган місцевого самоврядування — Смолінська селищна рада.

## Населення
Згідно з переписом УРСР 1989 року чисельність наявного населення села становила 89 осіб, з яких 39 чоловіків та 50 жінок.
За переписом населення України 2001 року в селі мешкало 75 осіб.

### Мова
Розподіл населення за рідною мовою за даними перепису 2001 року:
| Мова       | Відсоток |
| ---------- | -------- |
| українська | 89,33 %  |
| молдовська | 9,33 %   |
| російська  | 1,33 %   |